# Movszesz Szilikján
Movszesz Szilikján (örményül:Մովսես Սիլիկյան), orosz névváltozatban Movszesz Szilikov (oroszul: Мовсес Силиков) (1862. - 1937. december 10.) az egyik legismertebb örmény tábornok és örmény nemzeti hős, az Orosz Birodalom egyik magas rangú tábornoka, Örményország katonai vezetője. Udi származású.

## Élete az I. világháborúig
Szilikján a moszkvai katonai gimnázium elvégzése után az Alekszandropoli Katonai Iskola növendéke lett. 1884-ben lépett be az orosz hadseregbe, ahol zászlóaljparancsnokságig vitte. Az első világháború kitörésekor Jereván helyőrségének parancsnoka volt a kaukázusi fronton.

## Az I. világháború
Részt vett Van, Mus és Bitlis városok elfoglalásában, és az erzurumi csatában szerzett érdemeiért hadosztályparancsnokká nevezték ki. Számos kitüntetést kapott, így a Szent György-rendet is. 1916 végén tábornokká léptették elő. Az 1917-es orosz forradalom után elhagyta az orosz hadsereget, és a függetlenedő Örményországba ment, ahol az 1. örmény hadsereg vezetője lett. A hadsereget kiképezte, és eredményesen védekezett a támadó oszmánok ellen. Később, amikor az új állam hivatalosan is deklarálta függetlenségét, csapatai beolvadtak az Örmény Demokratikus Köztársaság haderejébe.

## Örményországi pályafutása
1918 májusában az oszmán csapatok megtámadták Alekszandropolt, majd Jereván ellen vonultak. A szardarapati és a Bash Abaran melletti csatában a Movszesz Szilikján vezette örmény seregek megverték és visszavonulásra kényszerítették az oszmán csapatokat, így Örményország megmenekült. Ivan Bagramjan, a Szovjetunió tábornoka, aki részt vett a sardarapati csatában, így emlékszik meg Szilikjánról: „minden idők legkitűnőbb örmény katonai vezetője volt”.

## Az I. világháború után
1920 őszén Szilikján az örmény csapatok vezetője volt Alekszandropolban. Miután a bolsevikok benyomultak Örményországba, ő maga is részt vett a szovjet rend kialakításában. Úgy gondolta, hogy ha egy független örmény állam nem létezhet, akkor az örmények inkább a Szovjetunió védőbástyája mögött éljenek, mint Törökországban. 1937-ben Sztálin parancsára sok más katonai vezetővel együtt őrizetbe vették és letartóztatták, majd nacionalizmus vádjával kivégezték. A Hruscsov-érában rehabilitálták.